# 白昼の対決
『白昼の対決』（はくちゅうのたいけつ、A Man Alone）は1955年のアメリカ合衆国の西部劇映画。出演はレイ・ミランドなど。レイ・ミランドが初監督した作品でもある。

## キャスト
| 役名                 | 俳優                   | 日本語吹替 | 日本語吹替 |
| 役名                 | 俳優                   | テレビ版1  | テレビ版2  |
| -------------------- | ---------------------- | ---------- | ---------- |
| ウェス・スティール   | レイ・ミランド         | 矢島正明   | 山内雅人   |
| ナディーン           | メアリー・マーフィ     | 喜多道枝   | 山崎左度子 |
| ギル・コリガン       | ワード・ボンド         | 寄山弘     | 勝田久     |
| スタンリー           | レイモンド・バー       | 和田文夫   | 小林清志   |
| マンソン             | アーサー・スペース     |            | 緑川稔     |
| クラントン           | リー・ヴァン・クリーフ | 北村弘一   | 江角英明   |
| ジム・アンダーソン   | アラン・ヘイル・Jr     | 小林修     |            |
| ヘンリー・スローカム | ダグラス・スペンサー   | 今橋恒     |            |

- テレビ版2：放送日1973年7月20日 フジテレビ『ゴールデン洋画劇場』

## スタッフ
- 監督：レイ・ミランド
- 脚本：ジョン・タッカー・バトル、モート・ブリスキン
- 撮影：ライオネル・リンドン
- 編集：リチャード・L・バン・エンゲル
- 音楽：ヴィクター・ヤング